# Erich-Weinert-Ensemble
Das Erich-Weinert-Ensemble (EWE), benannt nach dem deutschen Schriftsteller Erich Weinert, war ein professionelles Künstlerensemble der NVA der DDR. Es bestand aus einem Männerchor, einem Ballett, einem Orchester, dem Kabarett Die Kneifzange, Solisten, Dramaturgen, Dirigenten, Regisseuren, Choreographen sowie technischen und organisatorischen Mitarbeitern. Das Ensemble war in Berlin-Biesdorf beheimatet.

## Geschichte

### Gründung eines Polizei-Ensembles 1950 und Fortführung in der NVA bis 1989
Am 15. Juli 1950 wurde bei der Kasernierten Volkspolizei ein Volkskunstensemble aufgestellt und mit der Gründung der NVA 1956 an sie übergeben, wobei es in Erich-Weinert-Ensemble umbenannt wurde. Die Chor-Ensemblemitglieder erhielten durch eigene Gesangslehrer eine Ausbildung an der Hochschule für Musik „Hanns Eisler“ Berlin, die in der Regel mit einer Bühnenreifeprüfung abgeschlossen wurde.
Das Ensemble machte sich durch die Vielfalt seines Repertoires, die Pflege der Traditionen des deutschen Volksliedes und propagandistisches Liedgut national und international einen Namen. Nationale und internationale Tanz- und Unterhaltungsmusik ergänzten das musikalische Repertoire. Tourneen führten unter anderem in die Volksrepublik China und in die Sowjetunion. Es trat in Kulturhäusern der NVA, bei Festveranstaltungen, Pressefesten und Arbeiterfestspielen auf. Die neu geschriebenen Texte stammten von Siegfried Berthold und Kurt Barthel. Die Musik schuf der Komponist und Dirigent Kurt Greiner-Pol (1922–1978), der auch einer der langjährigen Leiter des Ensembles war. Mitglieder waren unter anderem Horst Krüger, Ernst-Georg Schwill, Roland Neudert, Frank Schöbel, Hartmut Eichler. Viele dieser Künstler waren später als Solisten oder Bandleader erfolgreich.
Das Kabarett Die Kneifzange trat ab 1961 als Kabarett der Grenztruppen der DDR auf.

### Weiterführung als Kultureinheit der Bundeswehr 1989 bis 1994
Mit der Wende 1989 ging das Künstlerensemble der NVA in die Bundeswehr über und wurde am 30. Juni 1991 auf Beschluss des Deutschen Bundestages ausgegliedert. Der Ururenkel des Komponisten Carl Maria von Weber, Hans-Jürgen Carl-Maria Freiherr von Weber, übernahm die Schirmherrschaft über den Chor, der sich von nun an Carl Maria von Weber-Chor nannte, aber weiterhin aus dem Bundesverteidigungshaushalt finanziert wurde. Die Finanzierung lief 1994 aus.

### Privatisierung als Berliner Männerchor 1995 und dessen Auflösung 2005
Unter Andreas Wiedermann, seit 1983 Leiter des Männerchores, formierten sich im Jahr 1995 vierzehn ehemalige Sänger zum Berliner Vokalensemble „Carl Maria von Weber“ und starteten als privates Gesangsunternehmen. Die bei den Auftritten eingespielten Gelder reichten jedoch nicht, um den Betrieb aufrechtzuerhalten, so dass das Gesangsensemble 2002 sein letztes Konzert gab.

## Diskografie des EWE
Alben
- 1961: Soldaten singen (EP; Eterna)
- 1965: Soldaten singen – Folge 2: Als die Sonn’ aufging (Eterna)
- 1967: Wenn wir schreiten Seit’ an Seit’ (Eterna)
- 1969: Jung sind die Linden (Eterna)
- 1971: Tapfer lacht die junge Garde (Eterna)
- 1975: In Warschau beschlossen – Neue Lieder der Nationalen Volksarmee (Eterna)
- 1975 oder 1976: Parade des Soldatenliedes (Eterna)
- 1977: Jungs aus Moskau und Berlin (Eterna; mit Chor und Orchester des Ensembles der Gruppe der Sowjetischen Streitkräfte in Deutschland)
- 1981: Mit dem Freund in einer Reihe – Parade der Soldatenlieder (Eterna)
- 1984: Heimat, für dich unser Lied (Eterna)
- 1985: Das Recht des Friedens – 30 Jahre Nationale Volksarmee (Eterna)
- 2008: Im schönsten Wiesengrunde – Alte deutsche Lieder (Barbarossa)

## Liedertitel des EWE (Auswahl)
| - Ein Jäger aus Kurpfalz - Bunt sind schon die Wälder - Das Heideröslein - Im schönsten Wiesengrunde - Der Mond ist aufgegangen - Soldaten sind vorbeimarschiert - Unsere Panzerdivision | - Jungs aus Moskau und Berlin - Die Arbeiter von Wien (Vertonung) - Im Januar um Mitternacht - Partisanen vom Amur - Marsch der NVA - Die Grenzerkompanie - Augen gradeaus |  |

## Auftritte im Film
- 1951: Roman einer jungen Ehe (DEFA-Spielfilm, Regie: Kurt Maetzig)[6]
- 1955: Genesung (DEFA-Spielfilm, Regie: Konrad Wolf)[7]
- 1959: Wir sangen und tanzten in China (DEFA-Dokumentarfilm, Regie: Gerhard Jentsch)[8]
- 1960: Schritt für Schritt (DEFA-Spielfilm, Regie: János Veiczi)[9]
- 1966: Reise ins Ehebett (DEFA-Spielfilm, Regie: Joachim Hasler)[10]
- 1983: It (DEFA-Dokumentarfilm, Regie: Peter Voigt)[11]